# In The County Of Kings
In The County Of Kings е четвъртият студиен албум на нюйорската рок група Ерик Стюарт Бенд. Текстовете на песните са писани от вокалиста Ерик Стюарт.

## Песни
1. The Bottom Line 4:27
2. Blind Man 3:39
3. Paint The Town Tonight 3:06
4. I'd Be A Millionaire 3:44
5. Is It True? 2:34
6. The Last Word 3:21
7. State Of Mind 5:10
8. Shut You Up 2:21
9. Hand-Me Down Love 2:56
10. Land Of What Might Have Seen 3:50
11. Blind Trust 3:29
12. Jack And Jill 4:20
13. Bad Luck 3:21
14. Too Late Tonight To Be Alone 3:55
15. This Love 4:02

## Членове
- Ерик Стюарт – Вокалист и Ритъм китара
- Кестър Уелш – Соло китара
- Гари Брюер – Бас китара
- Фил Никс – Барабани
- Джена Мализиа – Вокали